# 下河辺政義
下河辺 政義（しもこうべ まさよし）は、平安時代末期から鎌倉時代初期にかけての武将・御家人。名は政能とも。後に益田氏を称す。

## 略歴
藤原北家、藤原秀郷の流れを汲む小山氏の一族である下河辺行義の子として誕生。
治承4年（1180年）5月、兄・行平が流人として伊豆国にあった頼朝に源頼政の蜂起を知らせている。寿永2年（1183年）2月、小山氏一門と共に野木宮合戦に参加。同年9月16日、野木宮合戦で敗れ逃亡した後討たれた足利俊綱と面識があったため、その首実検に呼び出されている。
その後、鎌倉殿として東国の政権運営に乗り出した頼朝の近臣として仕え、鹿狩りや江ノ島遊覧などに随行している。元暦元年（1184年）4月23日、合戦の手柄と政権への忠勤で頼朝の覚えめでたく、志田義広の蜂起に従わず、最初から頼朝に従っていた事による恩賞で常陸国の南部を与えられ、頼朝の命で雑税の免除をされている。
元暦2年（1185年）2月、平氏討伐の遠征で、行平と共に源範頼の軍に属して豊後国に渡っている。同年8月21日、鹿島神宮との土地争いで、神主の中臣親広と頼朝の面前で御前対決となる。神主の弁明を受け入れる裁決が出されたが、政義は黙って反論せず神主が退出した後も頼朝の前に残っていた。頼朝が「政義は戦場では武勇を振るうのに、親広に対しては神妙であったな」と笑うと、政義は「鹿島は勇士を守る神です。争うのは畏れ多い事だと思い、言いたい事はありましたが、あえてここでは言いませんでした」と答えている。同年11月12日、頼朝の弟・源義経が謀反を起こした際、政義の室の姉妹を義経に嫁がせていた舅の河越重頼が、所領を没収された後誅殺され、婿である政義も連座して領地を没収されている。2年後の文治3年（1187年）11月7日、馬を届ける使いとして上洛している記録があり、御家人として復帰したと見られる。
文治6年（1190年）11月、頼朝の上洛に随行。建久3年（1192年）6月13日、御堂新造の棟上げで畠山重忠らと棟梁を引いて大力を見せている。
子孫は長谷川氏として続き、長谷川宣以（平蔵）を輩出している。